# María Isabel Díaz
María Isabel Díaz (juliol de 1964) és una actriu professional de nacionalitat cubana. Va guanyar el premi de Millor Intèrpret Femenina de Ficció Nacional de Televisió.
Díaz va començar a actuar en un grup de teatre preuniversitari als 16 anys fent espectacles d'humor i interpretacions. L'any 1987 es va graduar en l'especialitat d'actuació a l'Instituto Superior de Arte.
És coneguda per participar en la sèrie televisiva Vis a vis, on interpreta al personatge anomenat Sole, una criminal religiosa. També ha treballat en altres pel·lícules i sèries, com ara Las cosas que dejé en la Habana o Apocalypto. Va viure cinc anys i mig a Barcelona fent qualsevol tipus de treball perquè ella el que volia era provar de ser actriu fora de Cuba. Va aconseguir alguns papers secundaris en produccions com ara La vida en rosa (1990), o Melodrama (1996), entre d'altres. Més tard, i durant quatre anys, va protagonitzar l'espai televisiu L'hora de les bruixes. El seu somni era treballar amb Almodóvar i ho aconseguí amb la seva participació en el film Volver. El 2010 es va traslladar a Miami per treballar a Caso Cerrado de Telemundo, programa de televisió on una jutge resolia els problemes dels assistents al programa. El 2015 va tornar a Espanya per treballar a la sèrie Vis a vis.
Al 2016 i 2017 va rebre el Premi Ondas pel seu paper a Vis a vis i va ser nominada com a millor actriu secundària en els premis que atorga la Unión de Actores y Actrices. L'any 2019 va obtenir el premi de l'ACE com a millor actriu secundària pel seu paper a El Continental.